# Gustave Loustalot
Pour les articles homonymes, voir Loustalot.
Gustave Loustalot est un homme politique français né le 4 janvier 1826 à Dax (Landes) et décédé le 27 juillet 1898 à Dax.

## Présentation
Avocat à Dax, conseiller municipal, il est un opposant au Second Empire. Sous-préfet de Dax après le 4 septembre 1870, il est député des Landes de 1871 à 1877, de 1878 à 1885 et de 1886 à 1893, siégeant au groupe de la Gauche républicaine. Il est l'un des 363 qui refusent la confiance au gouvernement de Broglie, le 16 mai 1877. Il est aussi conseiller général du canton de Dax en 1871. Il est le père de Louis Loustalot, député des Landes.

### Sources
- « Gustave Loustalot », dans Adolphe Robert et Gaston Cougny, Dictionnaire des parlementaires français, Edgar Bourloton, 1889-1891 [détail de l’édition]
- « Gustave Loustalot », dans le Dictionnaire des parlementaires français (1889-1940), sous la direction de Jean Jolly, PUF, 1960 [détail de l’édition]